# Алыш (Баткенская область)
Алыш (кирг. Алыш) — село в Кадамжайском районе Баткенской области Кыргызстана. Входит в состав айылного аймака А. Масалиев.

## География
Село расположено в восточной части области, на левом берегу реки Исфайрамсай, на расстоянии приблизительно 28 километров (по прямой) к востоко-северо-востоку от города Кадамжай, административного центра района.

## Население
Согласно оценочным данным Национального статистического комитета Кыргызской Республики, численность населения села на начало 2023 года составляла 2882 человека.
| год     | 2009 | 2014 | 2015 | 2020 | 2021 | 2023 |
| ------- | ---- | ---- | ---- | ---- | ---- | ---- |
| человек | 2005 | 2275 | 2361 | 2724 | 2771 | 2882 |